# Heilig Hartbeeld (Heerlerheide)
Het Heilig Hartbeeld is een standbeeld in de Nederlandse plaats Heerlerheide, in de provincie Limburg.

## Achtergrond
Het Heilig Hartbeeld was een geschenk van de parochianen aan pastoor J.H.L. Stassen ter gelegenheid van zijn afscheid van de parochie in 1929. Het beeld werd ontworpen door August Hermans en uitgevoerd in het Atelier Van Bokhoven en Jonkers in 's-Hertogenbosch. Het staat voor de entree van de Sint-Corneliuskerk, waar het op zondag 29 juni 1930 werd onthuld.

## Beschrijving
Het beeld bestaat uit een staande Christusfiguur, gekleed in gedrapeerd gewaad. Hij houdt zijn beide armen uitnodigend gespreid en toont in zijn handpalmen de stigmata. Op zijn borst is het vlammende Heilig Hart zichtbaar, omwonden door een doornenkroon. 
De tekst op de voorkant van het voetstuk luidt: 

Komt allen tot mij